# Danielle Adams
Danielle E'Shawn Adam (ur. 19 lutego 1989 w Kansas City) – amerykańska koszykarka występująca na pozycjach silnej skrzydłowej lub środkowej, obecnie zawodniczka Elicur Holon.
7 czerwca 2021 została po raz kolejny w karierze zawodniczką izraelskiego Elicuru Holon.

## Osiągnięcia
Stan na 8 czerwca 2021, na podstawie, o ile nie zaznaczono inaczej.

### NJCAA
- Zawodniczka roku NJCAA (2009 według WBCA)
- Zaliczona do I składu JuCo All-American (2008, 2009)

### NCAA
- Mistrzyni:
  - NCAA (2011)
  - turnieju Big 12 (2010)
- Uczestniczka turnieju NCAA (2010, 2011)
- Most Outstanding Player (MOP=MVP) turnieju:
  - Final Four NCAA (2011)
  - Big 12 (2010)
- Najlepsza nowo-przybyła zawodniczka Big 12 (2010)
- Zaliczona do:
  - I składu:
    - All-America (2011)
    - turnieju Colliers International Classic (2009)

  - II składu Big 12 (2010)
  - składu All-America Honorable Mention (2010 przez Associated Press)
  - Galerii Sław Sportu Texas A&M Athletic Hall of Fame (2017)

### WNBA
- Zaliczona do I składu WNBA (2011)
- Uczestniczka meczu gwiazd WNBA (2011)

### Drużynowe
- Mistrzyni:
  - Francji (2015)
  - Izraela (2014)[5]
- Wicemistrzyni:
  - Francji (2016)
  - Izraela (2013, 2017, 2019, 2021)[6][7][8][9]
- Zdobywczyni:
  - Pucharu Izraela (2013, 2017)[6]
  - superpucharu:
    - Francji (2014, 2015)
    - Izraela (2013)[5]
- Finalistka pucharu:
  - Francji (2015, 2016)
  - Izraela (2014, 2018)[5][10]

### Indywidualne
(* – nagrody przyznane przez portal eurobasket.com)
- MVP sezonu ligi izraelskiej (2019)*[8]
- Najlepsza zawodniczka zagraniczna ligi izraelskiej (2019, 2021)*[8][9]
- Środkowa roku ligi izraelskiej (2019, 2021)*[8][9]
- Zaliczona do*:
  - I składu:
    - ligi izraelskiej (2014, 2019, 2021)[5][8][9]
    - zawodniczek zagranicznych ligi izraelskiej (2014, 2019, 2021)[5][8]

  - II składu ligi:
    - izraelskiej (2013, 2018)[6][9][10]
    - tureckiej (2020)[11]
- Liderka strzelczyń ligi izraelskiej (2019)[8]